# Mustafa Mümin Aksoy
Mustafa Mümin Aksoy (przed wprowadzeniem nazwisk Osmanzade Mustafa Mümin Bej) zwany "Giaurem Müminem" (tr. Gavûr Mümin; ur. 1892 w Izmirze, zm. 24 stycznia 1948 tamże) – oficer armii osmańskiej i tureckiej, żandarm, szef kemalistycznej siatki szpiegowskiej w zaanektowanej przez Królestwo Grecji Jonii.

## Życiorys
Po ukończeniu szkoły oficerskiej wziął udział w I wojnie bałkańskiej, w rejonie Edirne i Çatalca. Podczas I wojny światowej walczył w kampaniach gallipolijskiej, synajskiej i kaukaskiej, w czasie konfliktu został dwukrotnie ranny. W grudniu 1918 został przeniesiony do żandarmerii otrzymując przydział do swojego rodzinnego miasta. Po śmierci swojego dowódcy, płk Sulejmana Fethi Beja, w czasie zajęcia Izmiru przez greków, por. Mümin Efendi przejął komendę nad pułkiem. Nawiązał kontakt z  Mustafą Kemalem Paszą, byłym generałem armii osmańskiej wzywającym do oporu przeciwko zaborcom, wysyłając mu potajemnie broń, odzież, kable telefoniczne oraz informacje o działaniach greckiego wojska.
Po przeniesieniu pułku żandarmerii do Balıkesir wstąpił do Sił Narodowych, z osobistego rozkazu Kemala Paszy wrócił do Izmiru z zadaniem zorganizowania siatki szpiegowskiej. Dzięki spokrewnieniu ze wspierającym siły okupacyjne burmistrzem Hacı Hasanem Bejem Mümin Efendi nawiązał dobre stosunki z grekami, min. z cywilnym komisarzem Aristeidisem Stergiadisem. Wykorzystując koligację, dobre stosunki z greckimi żołnierzami oraz swój romans z greczynką Afrodytą występującą na scenie jednego z klubów nocnych w mieście zdołał pozyskać cenne dla kemalistów informacje przekazywane następnie do Ankary. Mustafa Mümin został zdekonspirowany w listopadzie 1921, ze względu na interwencję Hasana Beja wydany wyrok śmierci nie został wykonany.
Uwięziony w Palamidi Osmanzade Mümin wrócił do Turcji dopiero 5 kwietnia 1923, w ramach wymiany za wziętego do niewoli w czasie Wielkiej Ofensywy gen. Nikolaosa Trikupisa. Zrehabilitowany przed sądem rozpoczął służbę w żandarmerii Tureckich Sił Zbrojnych, zmarł na gruźlicę jako jej dowódca w Wanie, w stopniu pułkownika.

## Życie prywatne
Mustafa Mümin był synem Ibrahima Beja, członka cenionej izmirskiej rodziny Osmanzade. Jego stryj, Hacı Hasan Bej w okresie greckiej okupacji pełnił urząd burmistrza miasta współpracując z Królestwem. W 1934 cała rodzina przyjęła nazwisko Aksoy.
Mümin Aksoy był zaręczony z Muhsine, plan ożenku przerwała jednak śmierć pułkownika.

## Awanse
- podporucznik - 23 lipca 1911
- porucznik - 14 grudnia 1916
- kapitan - 1 marca 1921[1]
- major - 30 sierpnia 1923
- podpułkownik - 30 sierpnia 1942
- pułkownik - 30 sierpnia 1946[1]

## Odznaczenia

### Republika Turcji
- Medal Niepodległości ze wstążką wojskową (czerwoną)[3]

### Imperium Osmańskie
- Oficer Orderu Medżydów[1]
- Złoty Medal Liakat
- Medal Wojenny

## Odniesienia w kulturze
Do historii izmirskiej siatki wywiadu kemalistów oraz działalności kpt. Mustafy Mümina nawiązuje fabuła tureckiego serialu obyczajowego Zraniona miłość z lat 2016-2018. Sam Aksoy stał się pierwowzorem głównego bohatera produkcji - Cevdeta (Halit Ergenç), pułkownika Sił Narodowych (byłego majora armii osmańskiej) służącego z rozkazu lokalnego patrioty a następnie Mustafy Kemala w greckim wojsku, w stopniu pułkownika (po awansie generała).